# Liste der Kulturdenkmale in Kleinmölsen
In der Liste der Kulturdenkmale in Kleinmölsen sind alle Kulturdenkmale der thüringischen Gemeinde Kleinmölsen (Landkreis Sömmerda) und ihrer Ortsteile aufgelistet (Stand: 2006).

## Denkmalensemble
| Bild            | Bezeichnung                                                               | Lage                          | Datierung | Beschreibung | ID |
| --------------- | ------------------------------------------------------------------------- | ----------------------------- | --------- | ------------ | -- |
| Fotos hochladen | Gehöfte der Brauhausstraße (Nr. 50–59)                                    | Brauhausstraße (Karte)        |           |              |    |
| Fotos hochladen | Gehöfte am Kirchplatz 9, 10                                               | Kirchplatz 9, 10 (Karte)      |           |              |    |
| Fotos hochladen | Gehöfte am Kirchplatz 28, 29                                              | (Karte)                       |           |              |    |
| Fotos hochladen | Kirchhof mit Kirche und der davon eingeschlossene Straßen- bzw. Platzraum | Koordinaten fehlen! Hilf mit. |           |              |    |

## Einzeldenkmale
| Bild                                    | Bezeichnung                                                      | Lage                           | Datierung | Beschreibung                                                                          | ID |
| --------------------------------------- | ---------------------------------------------------------------- | ------------------------------ | --------- | ------------------------------------------------------------------------------------- | -- |
| weitere Bilder Fotos hochladen          | Kirche St. Burchardi mit Ausstattung und Kirchhof mit Ummauerung | Kirchplatz 27 (Karte)          | 1604      |                                                                                       |    |
| Fotos hochladen                         | Inschrifttafel                                                   | Am Bach 2 (Karte)              |           | Text: DER HERRE BEWARE DEINEN EINGANG UND AUSGANG VON NUN AN BIS IN EWIGKEIT 1595 HKC |    |
| Fotos hochladen                         | Brücke über den Mühlgraben östlich des ehemaligen Brauhauses     | (Karte)                        |           | Die Brücke soll nach Auskunft eines Anliegers 2016/2017 saniert werden.               |    |
| Fotos hochladen                         | Portal                                                           | Brauhausstraße 52 (Karte)      |           | Anm.: Das Portal existiert nicht mehr und wurde durch ein modernes Eisentor ersetzt.  |    |
| Direkt Bild zu diesem Denkmal hochladen | Waidmühlstein                                                    | Udestedter Straße              |           | Anm.: Fälschlicher Eintrag: Gemeint ist der Waidmühlstein in der Vieselbacher Straße. |    |
| Fotos hochladen                         | Waidmühlstein                                                    | Vieselbacher Straße 60 (Karte) |           |                                                                                       |    |

## Quelle
- Landkreis Sömmerda. (Memento vom 1. Februar 2017 im Internet Archive; PDF; 160 kB) landkreis-soemmerda.de, Auszug aus dem Denkmalbuch des Landes Thüringen